# Belén (Venezuela)
Pour les articles homonymes, voir Belén.
Belén est la capitale de la paroisse civile de Belén de la municipalité de Carlos Arvelo dans l'État de Carabobo au Venezuela.